# 国道306号

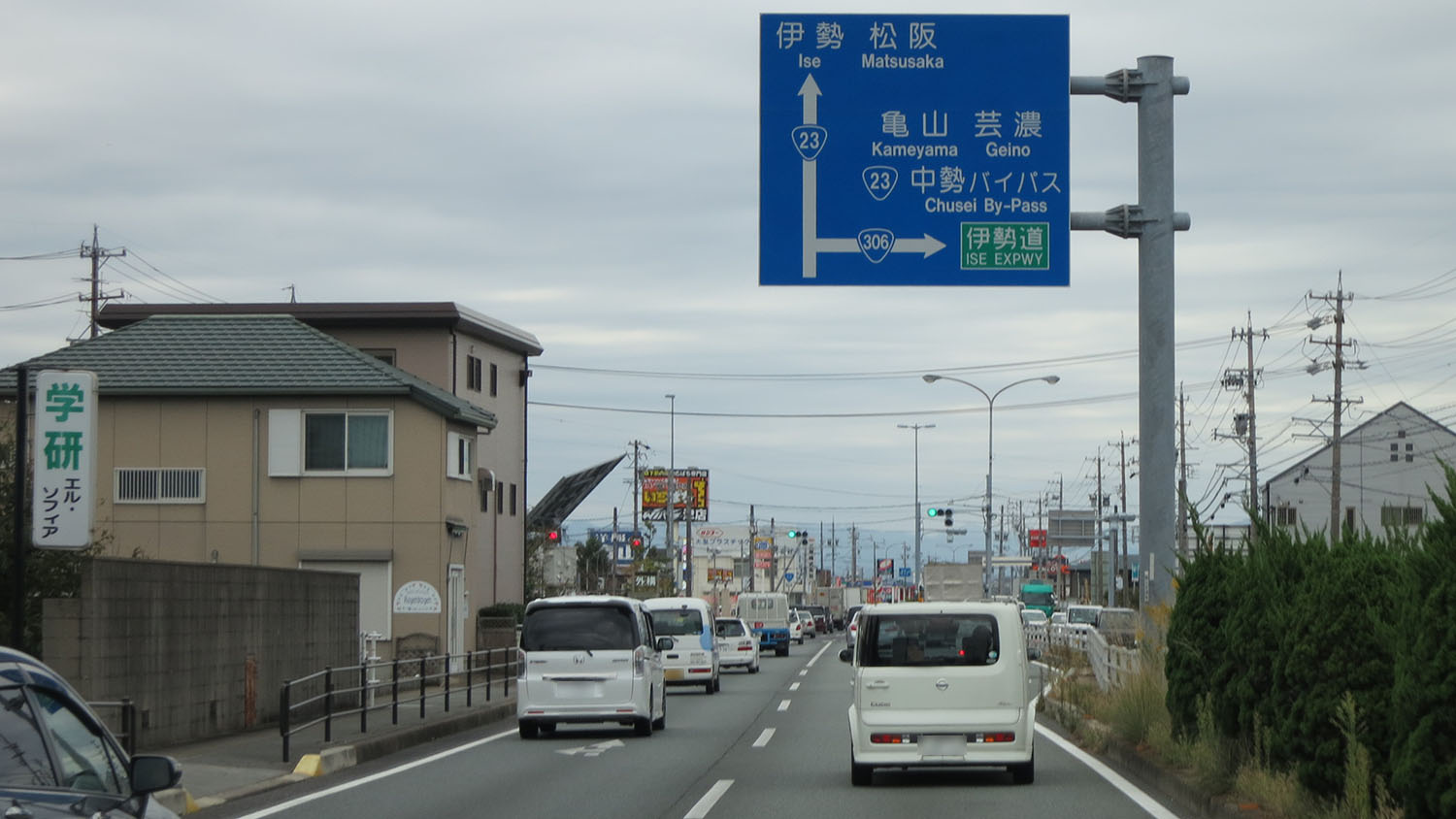
国道23号（重複区間）からの
分岐点
三重県津市河芸町 中瀬交差点

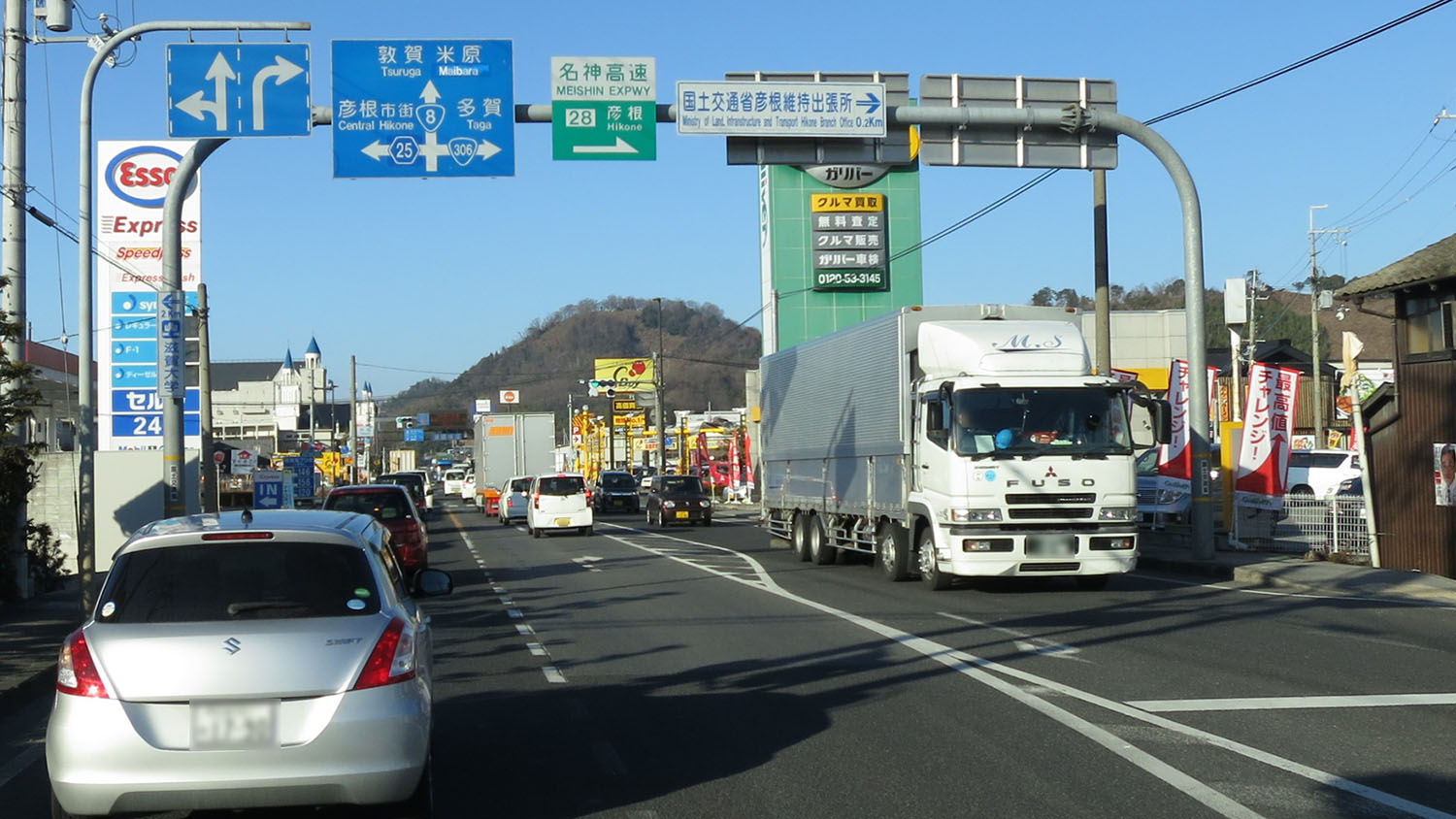
国道306号 終点
滋賀県彦根市 外町交差点
（国道307号 起点）

国道306号（こくどう306ごう）は、三重県津市から滋賀県彦根市に至る一般国道である。

## 概要
三重県の県庁所在地である津市の国道23号上にある栗真中山町交差点から伊勢平野と鈴鹿山脈東麓に沿って三重県北部を南北に縦貫し、鈴鹿山脈の北部にある鞍掛峠を越えて、滋賀県の東部に位置する彦根市を走る国号8号交点（外町交差点）とを結ぶ延長約87 kmの一般国道の路線で、主な通過地は、三重県津市河芸町、亀山市、鈴鹿市、四日市市、三重郡菰野町、いなべ市大安町・北勢町・藤原町、滋賀県犬上郡多賀町である。亀山市 - 三重郡菰野町間にかけては、巡見街道の別名がある。起点の栗真中山町交差点から国道23号分岐である中瀬交差点まで国道23号（伊勢街道）との重用区間で、中瀬交差点以北が実延長区間となる単独区間である。三重県側は東名阪自動車道と、滋賀県側は名神高速道路へ連絡しており、前者は鈴鹿IC、後者は彦根ICで高速道路とアクセスする。

### 路線データ
一般国道の路線を指定する政令に基づく起終点および重要な経過地は次のとおり。
- 起点：津市（栗真中山町交差点 = 国道23号（旧伊勢街道）上、三重県道410号草生窪田津線終点、三重県道652号栗真中山白塚停車場線起点）[注釈 2][2][3]
- 終点：彦根市（外町交差点 = 国道8号交点、国道307号・滋賀県道25号彦根近江八幡線起点）
- 重要な経過地：亀山市、鈴鹿市（伊船町）、四日市市（水沢町）、三重県三重郡菰野町、同県員弁郡大安町[注釈 3]、同郡北勢町[注釈 3]、同郡藤原町[注釈 3]、滋賀県犬上郡多賀町
- 総延長 : 87.1 km（三重県 64.7 km、滋賀県 22.4 km）重用延長を含む。[4][注釈 4]
- 重用延長 : 2.6 km（三重県 2.6 km、滋賀県 0.0 km）[4][注釈 4]
- 未供用延長 : なし[4][注釈 4]
- 実延長 : 84.6 km（三重県 62.2 km、滋賀県 22.4 km）[4][注釈 4]
  - 現道 : 84.6 km（三重県 62.2 km、滋賀県 22.4 km）[4][注釈 4]
  - 旧道 : なし[4][注釈 4]
  - 新道 : なし[4][注釈 4]
- 指定区間：国道23号と重複する区間（三重県津市・栗真中山町交差点（起点） - 中瀬交差点）[5]

## 歴史
現行の道路法（昭和27年法律第180号）に基づく一般国道の路線として、1969年（昭和44年）12月4日政令第280号の公布によって第1次追加指定され、翌1970年（昭和45年）4月1日施行によって国道になった路線である。三重県道・滋賀県道津彦根線が一般国道に昇格したものである。
1990年代に入る頃までは、三重県・滋賀県間の鞍掛峠周辺に未舗装（ダート）区間が残っており、1993年（平成5年）頃の当時では、近畿地方に残る貴重なダート国道として知られていた。2車線幅あったダート区間は、平成時代になって舗装化されて、現在はすべてが舗装路となった。

### 年表
- 1970年（昭和45年）4月1日 - 一般国道306号（津市 - 彦根市）として指定施行[10]。
- 2023年（令和5年）8月25日 - 集中豪雨により多賀町佐目地内で土砂崩れが発生。通行止となった[11]。

## 路線状況

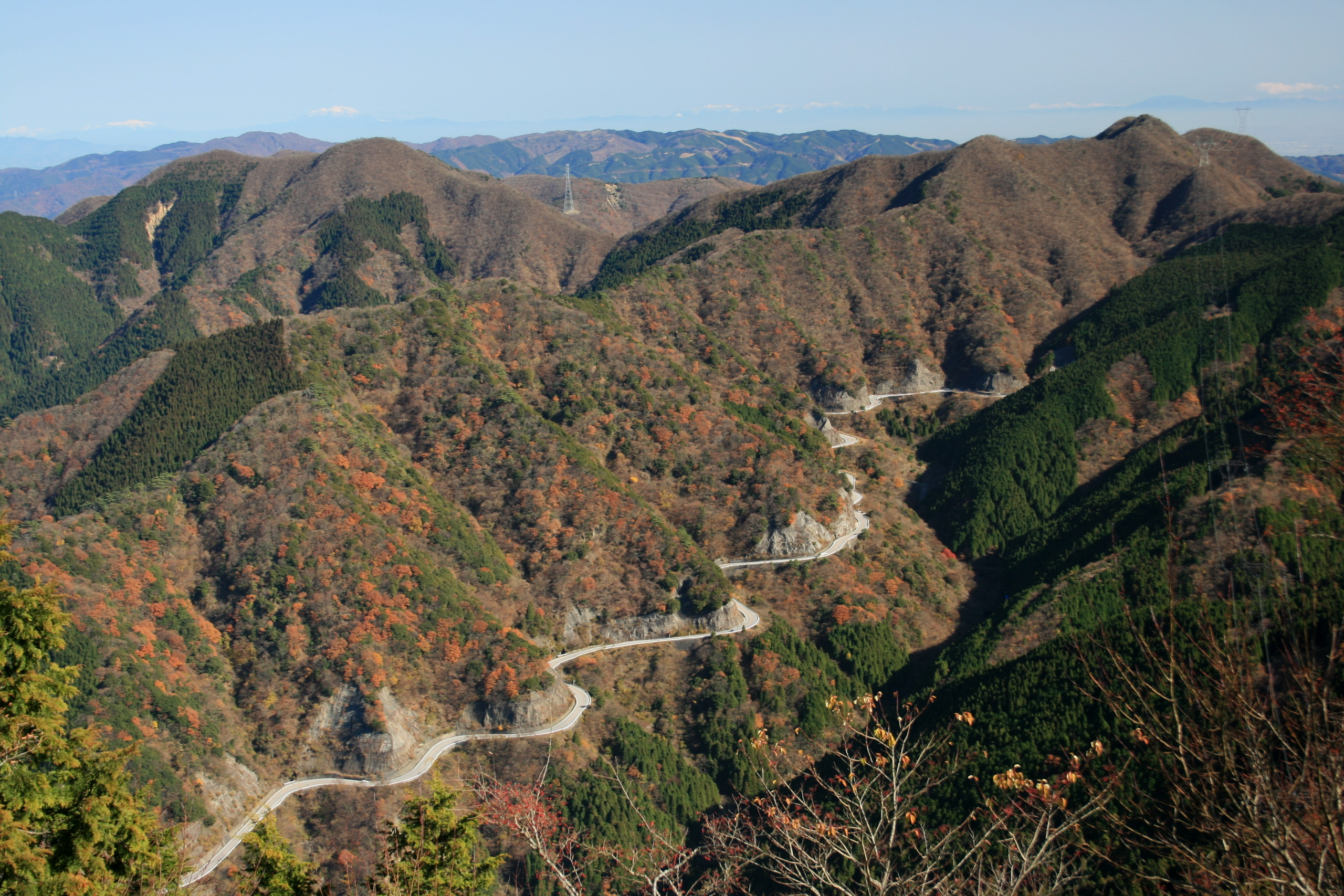
鈴鹿山脈を横断する国道306号、鞍掛峠の西側

例年、鈴鹿山脈の鞍掛峠周辺の区間（三重県いなべ市藤原町山口 - 滋賀県犬上郡多賀町 6.9 km）は冬季閉鎖となる。閉鎖期間は概ね12月上旬 - 翌年3月下旬。
2012年から2019年までは鞍掛峠が台風や災害による崩落によって大半の期間が通行止めになっていたために鞍掛峠を通り抜ける通行はできなかった。

### 通称
- 巡見街道
- 濃洲道
- 大君ヶ畑越[6]

### バイパス
- 伊船バイパス
- 四日市菰野バイパス

### 自動車専用道路
- 鈴鹿亀山道路

### 重複区間
- 国道23号（三重県津市栗真中山町・栗真中山町交差点（起点） - 津市河芸町中瀬）
- 国道365号（三重県いなべ市北勢町別名・別名交差点 - いなべ市藤原町山口・黄金大橋南交差点）
- 国道307号（滋賀県犬上郡多賀町大字多賀・多賀交差点 - 彦根市外町・外町交差点（終点））

### 道路施設

#### 橋梁
- 三重県
  - 新三行橋（田中川、津市）
  - 三宅新橋（中ノ川、鈴鹿市）
  - 亀山大橋（鈴鹿川、亀山市）
  - 椋川橋（椋川、亀山市）
  - 大森橋（亀山市）
  - 安楽橋（安楽川、亀山市）
  - 御弊橋（御弊川、鈴鹿市）
  - 三鈴橋（内部川、鈴鹿市 - 四日市市）
  - 梨木橋（水沢谷川、四日市市）
  - 巡見橋（鎌谷川、四日市市）
  - 新四ツ谷橋（足見川、四日市市）
  - 菰野大橋（三滝川、三重郡菰野町）
  - 新奥郷橋（朝明川、三重郡菰野町）
  - 稲荷橋（田口川、三重郡菰野町）
  - 大安新橋（宇賀川、いなべ市）
  - 上青川橋（青川、いなべ市）
  - 北勢大橋（員弁川、いなべ市）
  - 鎌田大橋（鎌田川、いなべ市）
  - 藤原大橋（員弁川、いなべ市）
- 滋賀県
  - 四手川橋（四手川、犬上郡多賀町）
  - 久徳橋（芹川、犬上郡多賀町）

#### トンネル
- 三重県
  - 鞍掛トンネル：延長745 m、1973年（昭和48年）竣工、いなべ市 - 滋賀県犬上郡多賀町
- 滋賀県
  - 佐目トンネル：延長1,045 m、1990年（平成2年）竣工、犬上郡多賀町

## 地理

### 通過する自治体
- 三重県
  - 津市 - 鈴鹿市 - 亀山市 - 鈴鹿市 - 四日市市 - 三重郡菰野町 - いなべ市
- 滋賀県
  - 犬上郡多賀町 - 彦根市

### 交差する道路
| 交差する道路                                                                      | 都道府県名 | 市町村名 | 市町村名 | 交差する場所             | 交差する場所            |
| --------------------------------------------------------------------------------- | ---------- | -------- | -------- | ------------------------ | ----------------------- |
| 国道23号 重複区間起点 三重県道410号草生窪田津線 三重県道652号栗真中山白塚停車場線 | 三重県     | 津市     | 津市     | 栗真中山町               | 栗真中山町交差点 / 起点 |
| 国道23号 重複区間終点                                                             | 三重県     | 津市     | 津市     | 河芸町中瀬               | 中瀬交差点              |
| 三重県道55号久居河芸線                                                            | 三重県     | 津市     | 津市     | 河芸町浜田               | 北黒田南交差点          |
| 国道23号 / 中勢バイパス                                                           | 三重県     | 津市     | 津市     | 河芸町北黒田             | 北黒田北交差点          |
| 三重県道651号三行上野線                                                           | 三重県     | 津市     | 津市     | 河芸町三行               | 三行交差点              |
| 三重県道643号三行庄野線                                                           | 三重県     | 津市     | 津市     | 河芸町三行               |                         |
| 三重県道650号三宅一身田停車場線                                                   | 三重県     | 鈴鹿市   | 鈴鹿市   | 三宅町                   |                         |
| 三重県道648号鈴鹿芸濃線                                                           | 三重県     | 鈴鹿市   | 鈴鹿市   | 三宅町                   | 三宅新橋北詰交差点      |
| 三重県道144号鈴鹿関線                                                             | 三重県     | 亀山市   | 亀山市   | 菅内町（すがうちちょう） | 菅内交差点              |
| 三重県道28号亀山白山線 三重県道649号亀山安濃線 重複                               | 三重県     | 亀山市   | 亀山市   | 小下町                   | [ 注釈 5 ]              |
| 三重県道566号亀山城跡上野町線                                                     | 三重県     | 亀山市   | 亀山市   | 上野町                   | 上野町交差点            |
| 国道1号 国道25号 重複                                                             | 三重県     | 亀山市   | 亀山市   | 栄町                     | 新栄町交差点            |
| 三重県道639号名越長明寺線                                                         | 三重県     | 亀山市   | 亀山市   | 長明寺町                 | 長明寺交差点            |
| 三重県道637号辺法寺加佐登停車場線                                                 | 三重県     | 亀山市   | 亀山市   | 川崎町                   | 八島橋東詰交差点        |
| 北勢南部広域農道 / フラワーロード                                                 | 三重県     | 亀山市   | 亀山市   | 川崎町                   | 徳原北交差点            |
| 三重県道638号西庄内高塚線                                                         | 三重県     | 亀山市   | 亀山市   | 川崎町                   | 原四ツ辻交差点          |
| 三重県道27号神戸長沢線                                                            | 三重県     | 鈴鹿市   | 鈴鹿市   | 長澤町                   | 鈴鹿インター西交差点    |
| 三重県道407号三畑四日市線                                                         | 三重県     | 鈴鹿市   | 鈴鹿市   | 長澤町                   |                         |
| 三重県道115号鈴鹿宮妻峡線                                                         | 三重県     | 鈴鹿市   | 鈴鹿市   | 椿一宮町                 |                         |
| 三重県道632号水沢本町采女線                                                       | 三重県     | 四日市市 | 四日市市 | 水沢町                   | 水沢東町交差点          |
| 三重県道44号宮妻峡線                                                              | 三重県     | 四日市市 | 四日市市 | 水沢町                   | 水沢茶屋町交差点        |
| 三重県道753号平尾茶屋町線                                                         | 三重県     | 四日市市 | 四日市市 | 桜町                     | 桜町西交差点            |
| 国道477号                                                                         | 三重県     | 三重郡   | 菰野町   | 大字菰野                 | 菰野交差点              |
| 国道477号 / バイパス 三重県道762号朝明渓谷線                                      | 三重県     | 三重郡   | 菰野町   | 大字潤田                 | 潤田交差点              |
| 三重県道624号千草赤水線                                                           | 三重県     | 三重郡   | 菰野町   | 大字千草                 | 菰野町消防本部前交差点  |
| 三重県道626号千草永井線                                                           | 三重県     | 三重郡   | 菰野町   | 大字千草                 | 奥郷南交差点            |
| 三重県道616号田光四日市線                                                         | 三重県     | 三重郡   | 菰野町   | 大字田光                 | 朝明郵便局前交差点      |
| 三重県道3号桑名大安線                                                             | 三重県     | いなべ市 | いなべ市 | 大安町宇賀               | 宇賀交差点              |
| 国道421号                                                                         | 三重県     | いなべ市 | いなべ市 | 大安町石榑（いしぐれ）南 | 石榑北交差点            |
| 三重県道615号西野尻垣内線                                                         | 三重県     | いなべ市 | いなべ市 | 北勢町垣内               | 垣内交差点              |
| 国道365号 重複区間起点                                                            | 三重県     | いなべ市 | いなべ市 | 北勢町別名               | 別名交差点              |
| 三重県道5号北勢多度線                                                             | 三重県     | いなべ市 | いなべ市 | 北勢町阿下喜（あげき）   | 鎌田交差点              |
| 三重県道157号川原北勢インター線                                                   | 三重県     | いなべ市 | いなべ市 | 北勢町瀬木               | 瀬木交差点              |
| 三重県道614号篠立下野尻線                                                         | 三重県     | いなべ市 | いなべ市 | 藤原町下野尻             | 下野尻交差点            |
| 岐阜県道・三重県道107号時下野尻線                                                 | 三重県     | いなべ市 | いなべ市 | 藤原町志礼石新田         | 志礼石新田交差点        |
| 三重県道601号本郷志礼石線                                                         | 三重県     | いなべ市 | いなべ市 | 藤原町志礼石新田         |                         |
| 三重県道614号篠立下野尻線                                                         | 三重県     | いなべ市 | いなべ市 | 藤原町本郷               | 本郷南口交差点          |
| 国道365号 重複区間終点                                                            | 三重県     | いなべ市 | いなべ市 | 藤原町山口               | 黄金大橋南交差点        |
| 滋賀県道34号多賀永源寺線                                                          | 滋賀県     | 犬上郡   | 多賀町   | 大字佐目                 |                         |
| 国道307号 重複区間起点                                                            | 滋賀県     | 犬上郡   | 多賀町   | 大字多賀                 | 多賀交差点              |
| 滋賀県道224号多賀高宮線                                                           | 滋賀県     | 犬上郡   | 多賀町   | 大字多賀                 | 多賀北交差点            |
| 滋賀県道17号多賀醒井線                                                            | 滋賀県     | 犬上郡   | 多賀町   | 大字久徳                 |                         |
| 滋賀県道330号甲良多賀線                                                           | 滋賀県     | 犬上郡   | 多賀町   | 大字中川原               | 中川原交差点            |
| 滋賀県道528号彦根環状線 重複区間起点 旧中山道                                     | 滋賀県     | 彦根市   | 彦根市   | 原町                     | 正法寺町交差点          |
| E1 名神高速道路 滋賀県道528号彦根環状線 重複区間終点                              | 滋賀県     | 彦根市   | 彦根市   | 原町                     | 原町交差点 28 彦根IC    |
| 国道8号 国道307号 重複区間終点 滋賀県道25号彦根近江八幡線                         | 滋賀県     | 彦根市   | 彦根市   | 外町                     | 外町交差点 / 終点       |

### 交差する鉄道
- 近鉄名古屋線
- 伊勢鉄道伊勢線
- 関西本線
- 近鉄湯の山線
- 三岐鉄道三岐線
- 東海道新幹線

### 峠
- 滋賀県
  - 梨ノ木峠（犬上郡多賀町）